# Азиатски слон
Азиатските слонове (Elephas maximus), също индийски слонове, са вид едри бозайници от семейство Слонове (Elephantidae), единственият съвременен представител на род Евразийски слонове (Elephas).
Видът е описан за първи път от Линей през 1758 г.
Разпространени са в отделни обособени области на Южна и Югоизточна Азия, като се разграничават няколко подвида, най-многоброен сред които е индийският слон (Elephas maximus indicus). Азиатският слон е застрашен вид, като през втората половина на XX век популацията му бързо намалява. Числеността ѝ към 2003 година се оценява на 40 – 50 хиляди екземпляра.

## Подвидове
- Подвид Китайски слон (Elephas maximus rubridens) - преоткрит с популация от 250 индивида в областта Юнан в Китай.
- Подвид †Сирийски слон (Elephas maximus asurus)
- Подвид Индийски слон (Elephas maximus indicus) Cuvier, 1798
- Подвид Цейлонски слон (Elephas maximus maximus) Linnaeus, 1758
- Подвид Суматренски слон (Elephas maximus sumatranus) Temminck, 1847
- Подвид Борнейски слон (Elephas maximus borneensis) Deraniyagala, 1950